# Tischendorfit
Tischendorfit ist ein sehr selten vorkommendes Mineral aus der Mineralklasse der „Sulfide und Sulfosalze“ mit der idealisierten chemischen Formel Pd8Hg3Se9. Tischendorfit ist damit chemisch gesehen ein Palladium-Quecksilber-Selenid, das strukturell mit den Sulfiden verwandt ist.
Tischendorfit kristallisiert im orthorhombischen Kristallsystem und entwickelt ausschließlich xenomorphe bis subidiomorphe Aggregate sowie isolierte subidiomorphe Kristalle bis zu einigen hundert Mikrometern Größe. Gut ausgebildete Kristalle sind unbekannt.

## Etymologie und Geschichte
Bereits im Jahre 1958 hatte der Mineraloge und Geochemiker Gerhard Tischendorf bei der Untersuchung von Seleniden aus dem Eskaborner Stollen bei Tilkerode im Harz zwei potentiell neue Minerale erkannt, die aber aufgrund der damaligen limitierten Methoden nicht weiter bestimmt werden konnten. Erst zu Beginn der 1990er Jahre wurden beide Phasen mittels Elektronenstrahlmikroanalyse untersucht und als zwei neue Minerale mit der chemischen Zusammensetzung Ag2Pd3Se4 und Pd8Hg3Se9 erkannt. Während Ag2Pd3Se4 schließlich von Hope’s Nose, Torquay, Devon (England), erstbeschrieben wurde, konnte das zweite Mineral 2002 durch ein internationales Forscherteam mit Chris J. Stanley, Alan J. Criddle, Hans-Jürgen Förster und Andrew C. Roberts aus dem Eskaborner Stollen als Tischendorfit beschrieben werden.
Das Mineral wurde von der 2001 von der International Mineralogical Association (IMA) anerkannt und nach seinem Entdecker, dem Mineralogen und Geochemiker Gerhard Tischendorf (1927–2007), benannt.
Typmaterial des Minerals wird im Natural History Museum, London, (Katalog-Nr. BM 2003,4) (Holotyp), im Mineralogischen Institut der Technischen Universität Bergakademie Freiberg in Deutschland (Nr. 80160) (Cotyp), im GeoForschungsZentrum Potsdam sowie in der Systematic Reference Series of the National Mineral Collection of Canada, Geological Survey of Canada in Ottawa, aufbewahrt.

## Klassifikation
In der veralteten 8. Auflage der Mineralsystematik nach Strunz war der Tischendorfit noch nicht aufgeführt.
In der zuletzt 2018 überarbeiteten Lapis-Systematik nach Stefan Weiß, die formal auf der alten Systematik von Karl Hugo Strunz in der 8. Auflage basiert, erhielt das Mineral die System- und Mineralnummer II/A.06-040. Dies entspricht der Klasse der „Sulfide und Sulfosalze“ und dort der Abteilung „Legierungen und legierungsartige Verbindungen“, wo Tischendorfit zusammen mit Chrisstanleyit, Coldwellit, Jacutingait, Jagüéit, Luberoit, Oosterboschit und Vasilit eine unbenannte Gruppe mit der Systemnummer II/A.06 bildet.
Die von der International Mineralogical Association (IMA) zuletzt 2009 aktualisierte 9. Auflage der Strunz’schen Mineralsystematik ordnet den Tischendorfit in die Klasse der „Sulfide und Sulfosalze (Sulfide, Selenide, Telluride, Arsenide, Antimonide, Bismutide, Sulfarsenide, Sulfantimonide, Sulfbismutide)“ und dort in die Abteilung „Metallsulfide, M : S > 1 : 1 (hauptsächlich 2 : 1)“ ein. Hier ist das Mineral in der Unterabteilung „mit Rhodium (Rh), Palladium (Pd), Platin (Pt) usw.“ zu finden, wo es als einziges Mitglied eine unbenannte Gruppe mit der Systemnummer 2.BC.65 bildet.
In der vorwiegend im englischen Sprachraum gebräuchlichen Systematik der Minerale nach Dana hat Tischendorfit die System- und Mineralnummer 02.07.06.01. Das entspricht der Klasse der „Sulfide und Sulfosalze“ und dort der Abteilung „Sulfidminerale“. Hier findet er sich innerhalb der Unterabteilung „Sulfide – einschließlich Seleniden und Telluriden – mit der Zusammensetzung AmBnXp, mit (m+n):p=9:8“ als einziges Mitglied in einer unbenannten Gruppe mit der Systemnummer 02.07.06.

## Kristallstruktur
Tischendorfit kristallisiert im orthorhombischen Kristallsystem in der Raumgruppe Pmmn (Raumgruppen-Nr. 59) oder Raumgruppe Pmn21 (Raumgruppen-Nr. 31) mit den Gitterparametern a = 7,219 Å; b = 16,782 Å; c = 6,467 Å und β = 100,07°; sowie zwei Formeleinheiten pro Elementarzelle.
In der Kristallstruktur des Tischendorfits gibt es drei unabhängige Pd-, zwei unabhängige Hg- und vier unabhängige Se-Positionen. Tischendorfit kristallisiert in einer Gerüststruktur, in der Pd-Atome zwei Arten der Koordination durch Se-Atome aufweisen: planare [PdSe4]-Quadrate und [PdSe5]-Pyramiden. Die [PdSe5]-Pyramide weist zwei gegenüberliegende Se-Se-Kanten mit benachbarten Pyramiden auf und bildet linear isolierte Ketten entlang der a-Achse, während die [PdSe4]-Quadrate Paare über eine gemeinsame Se-Se-Kante bilden. Die Quadrat-Paare und Ketten von Pyramiden bilden charakteristische Platten parallel zu (010). Beide Plattentypen alternieren in Richtung der b-Achse [010]. Die Hg-Atome besetzen die durch Se-Atome gebildeten antikubooktaedrischen Hohlräume. Die Kristallstruktur wird durch ein System von Pd-Hg- und Pd-Pd-Metallbindungen stabilisiert.

## Eigenschaften

### Morphologie
Tischendorfit findet sich nie in deutlichen Kristallen, sondern ausschließlich in Form von xenomorphen bis subidiomorphen Körnern bis zu hundert Mikrometern Größe, die Verwachsungen mit anderen Seleniden in Aggregaten bis zu mehreren hundert Mikrometern Größe bilden. Die von Tiemannit dominierten Selenide der Typstufe zeigen eine traubige Ausbildung, was auf eine mögliche Entstehung aus einem Gel deutet.

### Physikalische und chemische Eigenschaften
Die Farbe der Aggregate des Tischendorfits im Handstück ist aufgrund der Kleinheit der Aggregate nicht bestimmbar. Die Strichfarbe des opaken, metallglänzenden Tischendorfits wird als schwarz beschrieben. Tischendorfit ist spröde und weist einen unebenen Bruch auf. Die berechnete Dichte des Minerals liegt bei 9,13 g/cm3.
Im reflektierten Licht (Anschliff) ist Tischendorfit creme- bis leicht beigefarben, zeigt eine schwache Bireflektanz, keinen Pleochroismus und keine Innenreflexe. Bei gekreuzten Polaren zeigt das Mineral eine schwache Anisotropie mit schwachen bis moderaten Rotationsfarben in Schattierungen von stahlblau bis grünlichbraun. In Öl tritt nur eine leichte Verstärkung der Rotationsfarben auf.

## Bildung und Fundorte
Tischendorfit findet sich auf hydrothermalen, niedrigtemperierten, selenreichen Erzgängen. Er ist vergesellschaftet mit Tiemannit, Clausthalit, Chrisstanleyit, Stibiopalladinit und Gold in einer Matrix aus Calcit und Ankerit.
Das Mineral konnte bisher (Stand 2016) nur an seiner Typlokalität, dem „Eskaborner Stollen“ (60-m-Sohle, 5 m nördlich vom Blindschacht IV) bei Tilkerode, Harz, Sachsen-Anhalt, Deutschland nachgewiesen werden.

## Verwendung
Tischendorfit mit Endgliedzusammensetzung Pd8Hg3Se9 besteht zu etwa 39 % aus Palladium, zu etwa 28 % aus Quecksilber und zu etwa 33 % aus Selen. Aufgrund seiner Seltenheit ist Tischendorfit als Rohstoff für diese Elemente jedoch technisch völlig unbedeutend.